# 슈니츨러관박쥐
슈니츨러관박쥐(Rhinolophus schnitzleri)는 관박쥐과에 속하는 박쥐의 일종이다. 중국의 토착종이다. 중형 박쥐로 전완장은 57.7mm이고, 꼬리 길이는 26.9mm이다. 발 길이는 10mm, 귀 길이는 30.1mm이다. 털은 길고, 등 쪽은 갈색을 띠는 반면에 복부 쪽은 연한 갈색이다. 잎코는 연한 회색이고 이례적으로 짧으며 끝이 둥글다.